# Cinq de Cambridge
Les Cinq de Cambridge (Cambridge Five ou Magnificent Five en anglais) étaient un groupe d’espionnage composé essentiellement de cinq anciens étudiants de l’université de Cambridge. Ils avaient été recrutés par le NKVD — futur KGB — durant les années 1930, puis travaillèrent pour le compte de l'Union soviétique pendant la Seconde Guerre mondiale et la guerre froide qui la suivit. Il s’agissait nommément de : Kim Philby (nom de code : Stanley), Guy Burgess (nom de code : Hicks), Donald Duart Maclean (nom de code : Homer), Anthony Blunt (nom de code : Johnson) et John Cairncross (nom de code : Liszt) ; selon certaines sources cependant, ce serait jusqu'à 17 agents qui auraient été recrutés à cette époque, dont plusieurs ont été accusés de développer des relations avec le prétendu réseau Homintern.
Leur ancien compagnon de route, l'Américain Michael Straight, dévoila dès 1963 au MI5 le rôle joué par Anthony Blunt. Cette révélation demeura cependant un secret d'État jusqu'en 1979, date du scandale qui entraîna la disgrâce officielle de Blunt.

## Mise en contexte
Dans les années suivant la Première Guerre mondiale se faisaient face au Royaume-Uni deux modèles sociaux et politiques de référence : l’un, typiquement britannique, libéral en économie, conservateur en matière sociale et politique, caractérisé par de fortes disparités de classe, était tenu pour responsable de la guerre, ce qui avait conduit à l’élimination de la classe dirigeante qui avait dominé le pays dans la période précédente et incarné ce modèle ; l’autre, jeune et dynamique, s’inspirant des principes qui avaient guidé la révolution d'Octobre, eut une grande influence sur bon nombre de jeunes Britanniques qui, se sentant bridés par un environnement social rigide et infatué, étaient en quête d’une plus grande liberté sociale et de mœurs et furent portés à embrasser l’idéologie communiste, laquelle, se signalant par l’absence complète de différences de classe, pouvait représenter à leurs yeux un environnement social diamétralement opposé à celui du Royaume-Uni. La plupart de ces jeunes gens étaient issus des classes supérieures et de ce fait constituaient pour l’espionnage soviétique une cible très convoitée. Les Cinq de Cambridge appartenaient à cette catégorie de jeunes gens qui, motivés par leurs convictions, étaient disposés à agir, jusqu'à trahir leur propre pays. Il est à souligner que les Cinq ne trahirent pas leur patrie par appât du gain ni par intérêt personnel, mais poussé par une foi absolue dans l’idéal communiste.

## Les années à Cambridge (1929-1933)

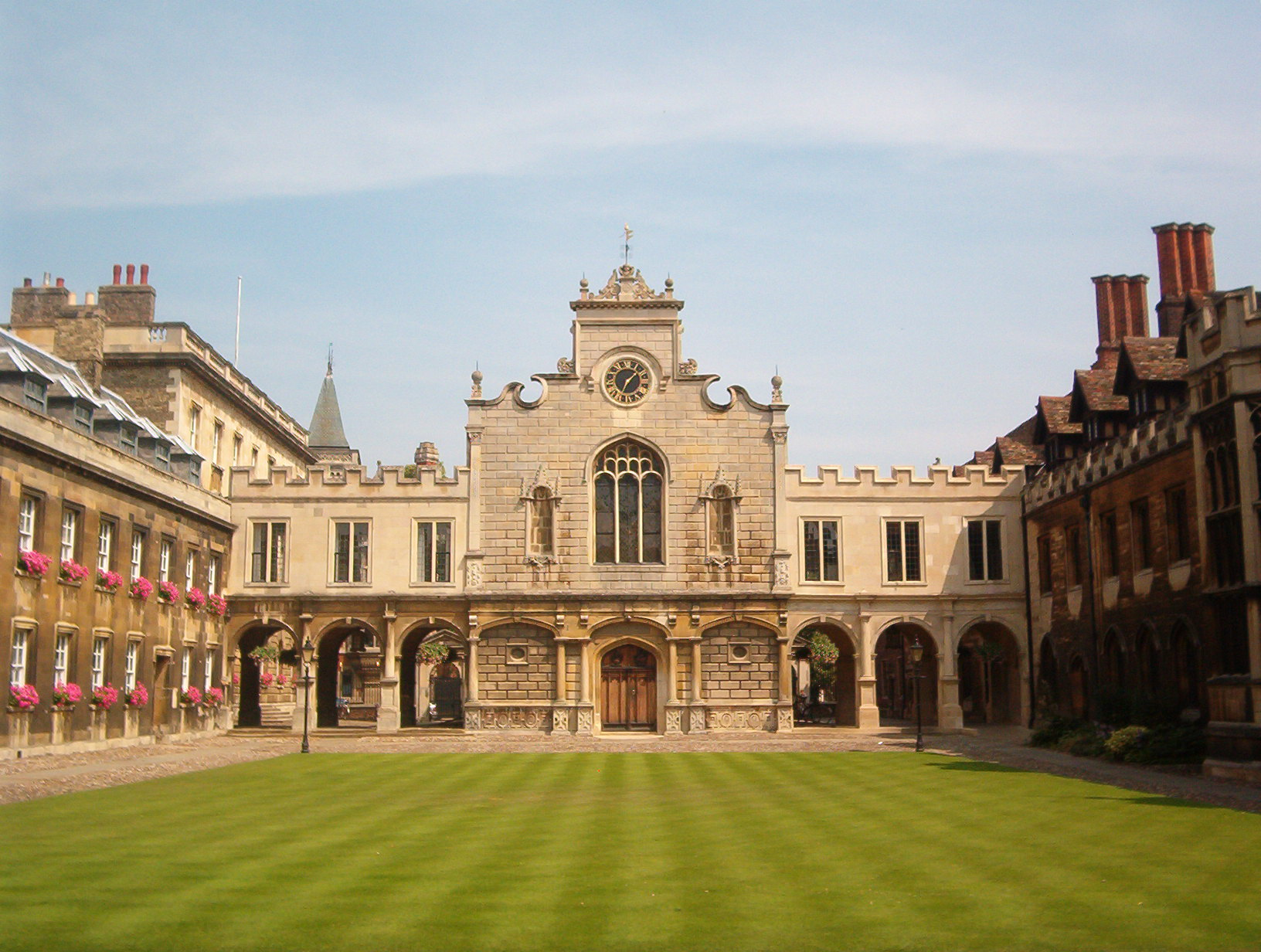
La Old Court de la Peterhouse, le premier college de l'université de Cambridge.

Après la fondation du Parti communiste britannique en 1920, les idées qu’il véhiculait commencèrent à se diffuser dans la société britannique. Les élections de 1924 furent gagnées par le Parti travailliste de Ramsay MacDonald, qui ne put cependant se maintenir au pouvoir que pendant neuf mois, et avec l’avènement subséquent du Parti conservateur fut mis en œuvre un programme d’austérité budgétaire, qui conduisit en 1926 à une grève générale. C’est dans ce climat de tension sociale que Maurice Dobb, professeur d’économie, mit sur pied la première cellule communiste au sein de l’université de Cambridge. À cette cellule adhérèrent un nombre de plus en plus grand de jeunes, en particulier à la suite de la grave crise économique provoquée par le krach boursier de Wall Street, le 24 octobre 1929, qui sembla un temps signer la fin du modèle économique capitaliste, au bénéfice du modèle communiste. Au cours de ce même mois d’octobre s’était inscrit à l’université, avec une bourse d’études en histoire, l’étudiant Kim Philby, fils du diplomate en poste aux Indes St. John Philby, qui avait donné ce prénom à son fils en référence à l’enfant espion du roman de Rudyard Kipling. Il y fit bientôt la connaissance d’un autre jeune homme, Anthony Blunt, arrivé dans la même université peu de mois auparavant avec une bourse d’études en mathématiques, et tous deux, après la « trahison » de MacDonald, — lequel était revenu aux affaires en mai 1929, et, se proposant d’effectuer de fortes coupes dans la prévoyance sociale et d’augmenter les impôts, s'était même acquis le soutien des conservateurs, — se mirent à assister aux cours de Dobb. En particulier, Blunt rejoignit en mai 1928 les Cambridge Apostles, société secrète et exclusive, qui, fondée au départ comme une société secrète d’intellectuels aux idées conservatrices, évolua par la suite en un étendard du libertarisme en matière philosophique et du libertinisme en matière de mœurs, à quoi venaient se mêler en outre des conceptions marxistes. Cette société secrète comptera parmi ses membres de nombreuses personnalités connues, telles que les philosophes George Edward Moore et Bertrand Russell, l’économiste John Maynard Keynes, le mathématicien Godfrey Harold Hardy et des intellectuels comme Lytton Strachey et Leonard Woolf, mari de la célèbre romancière Virginia. En 1930 arriva au Trinity College, bénéficiaire d’une bourse d’études en histoire, Guy Burgess, fils d’un officier de la marine britannique, qui se révélera bientôt comme l’un des étudiants les plus brillants de sa génération.
Séduit par les écrits du journaliste pro-communiste Ernst Henry, alias Semyon Rostovsky, et fasciné par les groupes révolutionnaires pentacéphales qui en Allemagne combattaient le nazisme, Burgess devint le fondateur de la première cellule communiste, qui se composait de cinq jeunes partageant ses idéaux. Par Anthony Blunt, il vint à faire partie des Apostles, et par là initia l’ami au communisme et à l’homosexualité. À cette époque, dans l’environnement austère des colleges strictement masculins, au milieu d’une société hautement puritaine, des étudiants ont pu choisir l’homosexualité. Burgess parvint à impliquer également Donald Maclean (fils d’un riche baronnet anglais, figure du Parti libéral, Sir Donald Maclean), qui ne tarda pas à participer activement à la vie politique,. Le présumé cinquième homme était John Cairncross ; né à Glasgow, d’origine modeste, il était, dès avant son entrée au college, un communiste convaincu, et fut donc aisément repéré par Burgess. Leurs études à Cambridge achevées, s’ils eurent ensuite des parcours différents, continuèrent à nourrir leurs idées communistes et se laissèrent recruter, pour défendre celles-ci, par les services secrets soviétiques.

« L’atmosphère était tellement exaltante et intense, notre engagement, l’enthousiasme pour toute activité antifasciste était si entiers, que je trouvai naturel de m’approcher du Parti communiste. »

## L’activité d’espionnage

### Les années trente (1933-1939)
En 1933, Kim Philby, complètement dévoué à la cause communiste, quitta le college et gagna Vienne, officiellement comme journaliste pigiste. Lorsque l'Autriche envisagea d’interdire le parti communiste, Philby se mit à travailler comme coursier au service de ce parti. De plus en plus attiré par le monde soviétique, il chercha à s’en approcher chaque fois davantage au point semble-t-il de s’éprendre de l’agent secret du NKVD Alice (Litzi) Friedmann, puis de l’épouser. Celle-ci le mit en contact avec Theodore Maly (1894-1938), grâce à qui il put entrer dans les services secrets soviétiques. Maly allait être la principale personne de contact pour les Cinq dans les années précédant la Deuxième Guerre mondiale, plus précisément jusqu’au 20 août 1938, date à laquelle il fut arrêté et condamné à mort comme espion allemand,. Après le mariage, le couple Philby fut envoyé à Londres aux ordres de l’agent Otto (Arnold Deutsch),. Le premier ordre donné fut de couper complètement toute relation avec la gauche, dans le but de pouvoir s’insinuer jusqu'au cœur du pouvoir politique britannique sans éveiller de soupçons. À cet effet, il dut même se faire membre du groupe de droite Anglo-German Fellowship.

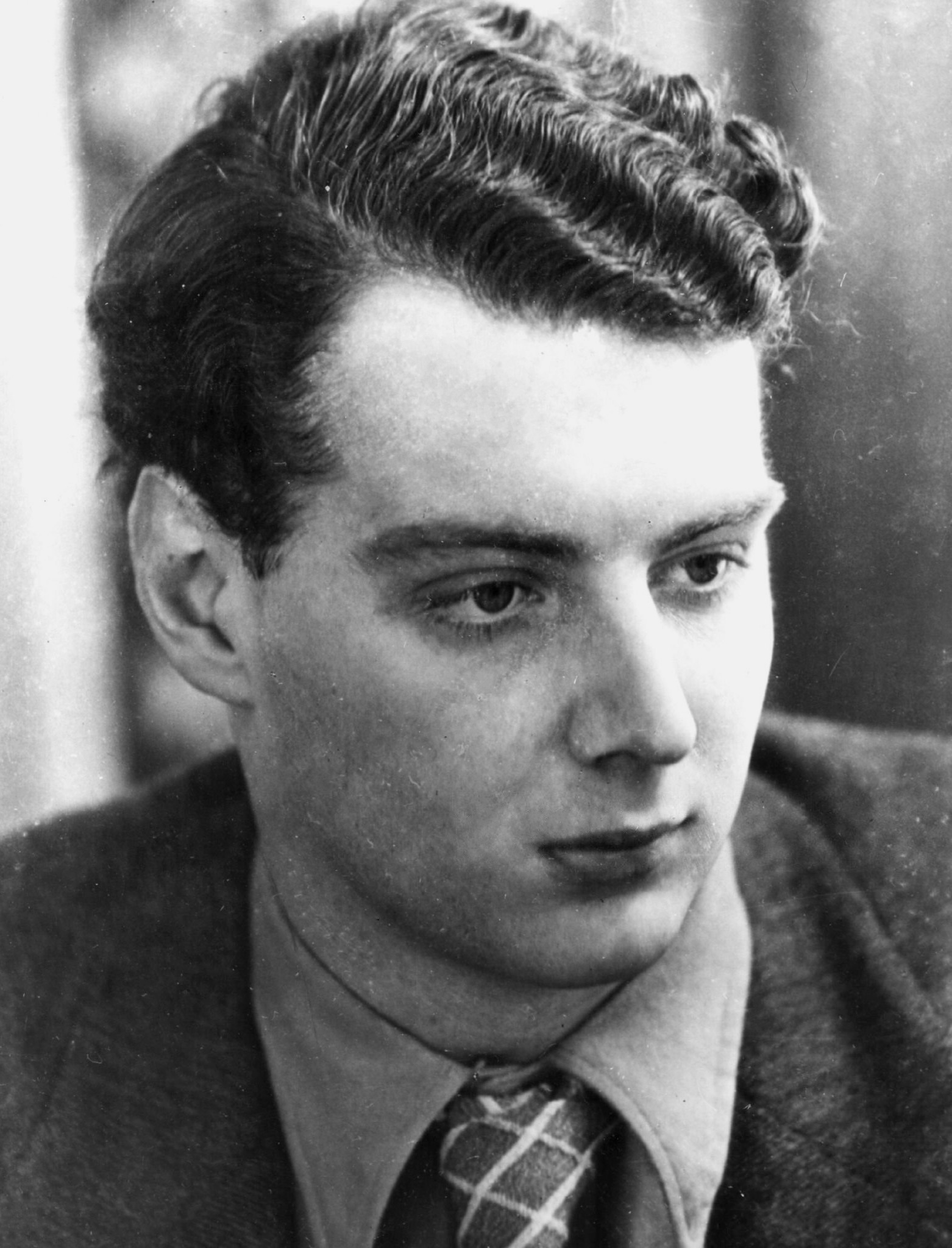
Guy Burgess en 1935.

Très vraisemblablement, ce fut Philby qui entreprit de renouer des rapports avec Guy Burgess et qui lui fit rencontrer Otto. Burgess dut à son tour quitter sa patrie, cette fois à destination de l’Allemagne nazie et de la Russie communiste. Maclean se laissa également convaincre de prendre du service dans le NKVD (ancêtre du KGB). Après avoir obtenu son diplôme à Cambridge avec le maximum de voix, il s’était engagé dans la carrière diplomatique dès qu’il eut réussi l'examen au ministère des Affaires étrangères en août 1935. Le seul à ne pas devoir dissimuler ses convictions communistes était Anthony Blunt, qui n’en avait jamais rien laissé paraître. Un jour, son grand ami Michael Straight fut frappé de stupeur quand l’insoupçonnable Blunt lui proposa d’adhérer au communisme. Celui-ci, lorsqu’il eut fait la connaissance de Cairncross, le mit aussitôt en contact avec Burgess, qui à son tour le recommanda à Otto.
À l’instar de Maclean, Cairncross se lança lui aussi, après avoir été diplômé avec distinction en 1936, dans la carrière diplomatique, s’étant classé, dans le concours du ministère des Affaires étrangères, au premier rang. Quand en 1936 éclata la Guerre civile espagnole, et que Francisco Franco, afin de renverser la Deuxième République espagnole, fit alliance avec Hitler et Mussolini, l’Union soviétique soutint les Républicains. Philby fut envoyé en Espagne, en qualité de journaliste, avec mission de relater la guerre du point de vue des franquistes. En 1937, il devint ainsi le correspondant de guerre pour le compte du Times de Londres, et réussit par ce biais à faire parvenir des renseignements importants aux Britanniques ainsi qu’aux Soviétiques. C’est durant cette période que Philby échappa miraculeusement à l’impact d’une bombe, laquelle, en frappant l’automobile dans laquelle il se déplaçait, en tua tous les autres passagers. Cet incident lui permit de passer pour un héros des fascistes et de se faire décorer par le général Franco en personne. Donald Maclean en revanche resta en Grande-Bretagne, poursuivant une brillante carrière politique, qui lui permit à la fin d’être élevé au poste de troisième secrétaire, ou de fonctionnaire de grade A, à l’ambassade de Grande-Bretagne à Paris, où il allait séjourner jusqu’à l’occupation allemande. Le diplomate britannique Gladwyn Jebb dira à son sujet :

« Il était le meilleur. Nous étions tous convaincus qu’il avait devant lui un grand avenir et qu’il serait arrivé au sommet du ministère. Il était sympathique, de belle prestance, de bonne famille et terriblement bon dans son travail. Il était au-dessus de tout soupçon, »

Burgess, de son côté, commença, à partir du 1er octobre 1936, à travailler pour la BBC comme collaborateur à l’émission The week in Westminster. Cela lui permit de rencontrer des personnalités politiques de haut niveau, comme Winston Churchill ou Neville Chamberlain (alors premier ministre). Quant à Anthony Blunt, il entra comme historien de l’art au service de la Warburg Institute (1937-1939) à Londres. Avant de quitter Cambridge, il avait toutefois lié connaissance avec Leo Long, personne de contact qui se révélera fort précieuse par la suite. Guy Burgess, qui déjà auparavant avait reçu quelque récompense de la part des services de renseignements pour avoir recueilli des informations politiques qui intéressaient la Section 1, renonça à ses fonctions à la BBC pour entrer comme expert en propagande dans la Section D du MI6, devenant ainsi une véritable taupe soviétique infiltrée dans les services secrets britanniques.

### La Seconde Guerre mondiale (1939-1945)
En mars 1939, la guerre civile espagnole s’acheva sur la victoire militaire de Franco, et en septembre de la même année, Hitler, en envahissant la Pologne, déclencha la Deuxième Guerre mondiale.
Au début de la guerre, Philby, toujours en tant que journaliste, fut envoyé en France sur les traces des premières troupes anglaises arrivant sur le continent. Il eut ainsi, comme correspondant de guerre, le loisir de nouer des rapports avec les principaux acteurs des forces armées britanniques. Il réussit à soutirer au commandant suprême des forces britanniques, John Vereker, un grand nombre d’informations confidentielles, qu’il se hâta de communiquer aux Soviétiques. Vers cette époque, il figura même parmi les rares journalistes admis à assister à la rencontre entre le roi George VI et le corps expéditionnaire britannique. Après la capitulation de la France en juin 1940, Philby dut retourner en Grande-Bretagne et se remit en contact avec Burgess, qui le fit entrer au MI6, dans la section D, après une formation à l’école de Beaulieu. Là, compte tenu de ses bonnes conditions physiques, Philby fut d’abord pressenti pour rejoindre le corps de parachutistes, mais en fut ensuite écarté, car il ne parlait pas parfaitement le français et présentait un léger bégaiement. Il fut finalement employé comme instructeur chargé des agents polonais, qu’il réussit à convertir de parfaits anticommunistes en parfaits antinazis.
Burgess, de son côté, s’occupait de l’opération Semailles, qui consistait à lancer en territoire allemand des ballons chargés de bombes incendiaires destinées à mettre le feu aux champs de blé allemands, afin de provoquer des pénuries. Peu après, en raison de son attitude arrogante et irrespectueuse envers ses supérieurs, il fut écarté du service et dut reprendre ses fonctions à la BBC. Philby, plus circonspect, fut affecté à l’école d’entraînement pour agents secrets du SOE, laquelle formait aux techniques de sabotage et de subversion.
Cairncross avait été engagé comme secrétaire personnel de Lord Hankey, ministre du cabinet de guerre au sein du gouvernement Churchill, qui se trouvait, en sa qualité de trésorier, en rapport étroit avec les Américains entre 1941 et 1942. Il est probable que Cairncross ait été ainsi le premier agent secret soviétique à faire parvenir aux Russes des informations sur le projet Manhattan, c'est-à-dire sur le programme, partagé par les Britanniques, visant à la construction de la première bombe atomique. En 1942, Cairncross passa à la Government Code and Cipher School (GC&CS) à Bletchley Park, où l’on procédait au déchiffrage des langages codés.
Anthony Blunt se lança au début de la guerre dans la carrière militaire, accéda au grade de capitaine de la police militaire et de sûreté, et fut envoyé en France à la tête d’une escouade de douze hommes, puis, en été 1940, entra dans le MI5. Son rôle se révéla extrêmement précieux pour l'Union soviétique, à telle enseigne qu’il reçut des messages de remerciement pour le travail effectué. De façon tout à fait fortuite, Blunt rencontra à nouveau Leo Long, sa vieille connaissance de Cambridge, et le persuada de travailler pour les Soviétiques, avec l’unique mission de leur faire parvenir toutes informations dont il lui adviendrait d’avoir connaissance. Long, qui travaillait alors dans un service qui observait l’ordre de bataille des Allemands, transmit des renseignements cruciaux aux Soviétiques. Du reste, après que l’Allemagne eut attaqué l’URSS, la Grande-Bretagne et l’Union soviétique firent cause commune.
Lorsque Philby retourna au MI6, son poste au SOE fut occupé par l'un de ses amis de Cambridge, James Klugmann, qui continua à livrer des renseignements aux Soviétiques. De sa position, Philby réussit à approcher l’archiviste du MI6 et par conséquent à accéder à des documents de la plus haute importance. Sa liberté d’action devint quasi illimitée après qu’il fut parvenu à se faire attribuer la garde de nuit, en se faisant passer pour un jeune homme enthousiaste et patriotique. Par une ironie du sort, Kim Philby devint en 1944 le chef d’une nouvelle section du MI6, chargée de surveiller les activités d’espionnage des Russes.
Entre-temps, Maclean avait poursuivi sa carrière et avait été nommé premier secrétaire de l’ambassade de Grande-Bretagne à Washington, et, à l’instar de Cairncross, s’appliqua à recueillir le plus de renseignements possible sur le projet Manhattan. En 1944, Cairncross avait d’autre part communiqué à l’URSS des informations précises sur les déplacements des forces de la Luftwaffe (l'aviation militaire allemande), qui permirent aux Russes de détruire plus de 500 avions allemands. Quant à Maclean, son rôle allait se révéler crucial quand il se vit de nouveau confier une fonction de liaison entre les États-Unis et la Grande-Bretagne. Vers la fin de la guerre, l’Union soviétique avait ainsi mis en place un réseau d’espions qui contrôlait tous les points névralgiques des services de renseignements tant britanniques qu’américains.

### La Guerre froide (1946-1951)
La guerre terminée, les relations entre Russes et Britanniques se refroidirent. En conséquence, ces derniers, avec le concours des Américains, intensifièrent les activités de contre-espionnage, ce qui déboucha sur le démantèlement de quelques réseaux d’espions infiltrés. Face à cette nouvelle situation, les Cinq de Cambridge se tinrent davantage sur leurs gardes. Anthony Blunt, devenu directeur de l'institut Courtauld, se détourna totalement de l’espionnage pour s’adonner tout entier à l’histoire de l’art et devenir une éminente personnalité dans ce domaine, prenant rang notamment parmi les plus grands spécialistes du peintre Nicolas Poussin et de la Renaissance italienne. Cairncross revint au ministère du Trésor. Burgess, qui en 1946 était devenu l'assistant personnel du ministre des Affaires étrangères Hector McNeil, commença une intensive et stressante activité consistant à dérober nuitamment des documents du ministre, à les photographier, à les remettre à leur place le lendemain matin, et à envoyer les copies ainsi obtenues en Union soviétique. C’est essentiellement par suite du stress qui lui causait cette activité qu’il se mit à boire de l’alcool en quantité sans cesse plus grande. Maclean fut nommé représentant britannique au sein du Comité politique anglo-américain pour le développement des armements nucléaires. Ce saut dans sa carrière lui permit de tenir les Soviétiques informés de ce programme nucléaire. De même que Burgess, Maclean commença lui aussi à subir le contrecoup de sa double vie : la nuit, quoique marié, il se mettait fréquemment en quête, en état d’ébriété, de fugaces rapports homosexuels. Parfois, il s’enivrait au point de faire la tournée des clubs de Soho en proclamant qu’il était un espion soviétique, mais heureusement pour lui ses interlocuteurs étaient encore plus ivres que lui. Il fit en 1948 un nouveau progrès dans sa carrière : à seulement 35 ans, il devint le second en importance des attachés de l'ambassade de Grande-Bretagne au Caire. Des cinq, seul Philby se maintint indemne à son poste de haute responsabilité au sein du MI6. Au fil du temps, il gagna de plus en plus en habileté, se révélant nettement supérieur à ses compagnons, même si, par deux fois, il manqua de peu d’être découvert : d’abord en septembre 1945, lorsque le diplomate soviétique Igor Gouzenko, qui avait fait défection et était passé à l’Ouest, dévoila les noms des espions infiltrés travaillant pour le KGB (Philby, dont le nom figurait parmi les noms cités, réussit cependant à faire passer cette dénonciation pour « peu crédible ») ; et une deuxième fois quand le vice-consul soviétique à Istanbul, Konstantin Volkov, tenta de trahir en promettant aux Britanniques de révéler le nom de deux agents infiltrés dans le MI6 en échange d’argent et de l’asile politique (l’information vint toutefois à la connaissance de Philby, qui en avisa les Soviétiques avant que Volkov pût mettre sa trahison à exécution. Volkov fut arrêté et transporté en secret à Moscou, où il fut exécuté). En octobre 1949, il fut dépêché à Washington comme agent de liaison entre les trois services secrets occidentaux les plus importants : le MI6, le FBI et la CIA. Il était chargé d’infiltrer des agents vers l'Union soviétique, sans que ses supérieurs ne s’aperçoivent — tant il était apprécié — que les espions qu'il infiltrait ne séjournaient jamais suffisamment longtemps pour pouvoir transmettre des informations réellement importantes. En 1946, il se vit même décerner l'Ordre de l’Empire britannique pour le mérite civil. Cependant, après près de quinze années de dissimulation, les Cinq de Cambridge étaient à présent sur le point d’être démasqués.

#### Le projet Venona

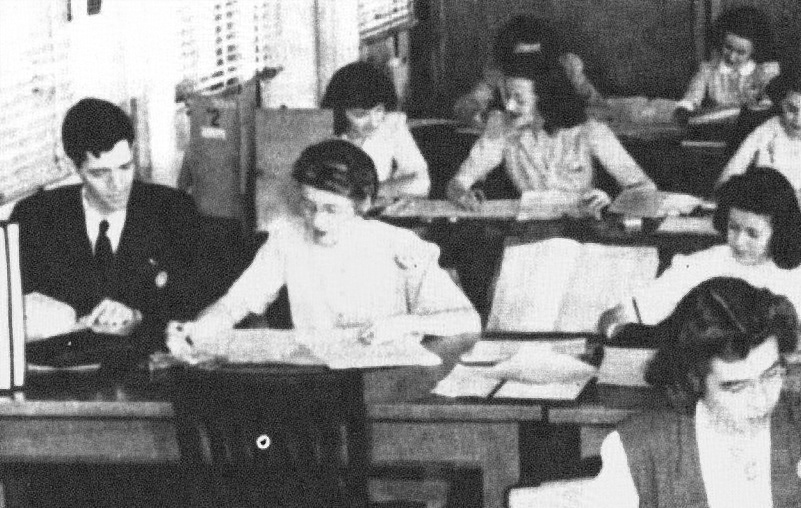
Meredith Gardner (à gauche) aux côtés d’une déchiffreuse.

Le projet Venona était une opération anglo-américaine qui à la fin des années 1940 permit aux Américains de déchiffrer certains messages soviétiques émis en code. C’est ainsi qu’à l’arrivée de Philby à Washington l’existence fut découverte d’un espion soviétique infiltré au ministère des Affaires étrangères britannique, dont le nom de code était Homer — il s’agissait de Donald Maclean. Pour venir au secours de son ami, Philby s’arrangea pour travailler en contact étroit avec le responsable du projet, Meredith Gardner (1912-2002), grâce à qui il était toujours tenu informé. Se fiant à la solide couverture du camarade, il ne s’en préoccupa plus guère et n’entreprit rien de concret. En août 1950, il fut rejoint par Guy Burgess, lequel, une fois encore à cause de son arrogance, avait été muté à la suite d'une vive discussion avec le ministre pour lequel il travaillait. Informé du projet Venona, et terrorisé à l’idée d’être démasqué, Burgess aggrava sa situation en abusant d’alcool et se mit ainsi sous un mauvais jour aux yeux de tous : collègues, amis et supérieurs. En 1951, les choses se précipitèrent : le nombre de personnes susceptibles d’être soupçonnées de se trouver derrière Homer s’était réduit de 35 à 9, et Maclean continuait de figurer sur la liste. Philby suggéra à Moscou l’idée d’un plan propre à permettre à son collègue de s’enfuir en URSS. Maclean, qui avait sombré lui aussi dans l’alcoolisme, était entre-temps retourné à Londres, se sachant l’objet de suspicions. Tous les indices qui jusque-là le désignaient furent ensuite avérés lorsque, à la mi-avril 1951, eut été déchiffré, dans le cadre du projet Venona, un nouveau message qui le mettait clairement en cause. Philby alors, mettant à profit la tantième mutation de Burgess, qui fut renvoyé à Londres, chargea celui-ci de mettre au point un plan de fuite pour Maclean. Burgess se mit en rapport avec son supérieur soviétique en Grande-Bretagne, Youri Modine, qui comprit le danger que couraient ses agents, y compris Burgess lui-même. L’interrogatoire de Maclean était fixé à la fin mai, cependant le 25 du même mois, les deux avaient déjà pris passage à bord d’un navire à Southampton en partance pour le continent. Débarqués dans le port de Saint-Malo, ils traversèrent l’Europe en passant par Vienne et parvinrent à Moscou. La nouvelle fit la une de toute la presse et donna lieu à un scandale de première grandeur.
Philby, devenu lui-même suspect, fut rappelé dans son pays, où il subit de nombreux interrogatoires : avec le sang-froid qui l’a toujours caractérisé, il nia toute implication, même minime, dans l’affaire. Il donna une conférence de presse dans le salon de sa mère a Londres, où il déclara entre autres que « la dernière fois que j'ai parlé à un communiste, et que je savais qu'il en était un, c'était en 1934 » ; pendant cette conférence, il semblait transpirer à grosses gouttes et passa plusieurs fois sa langue sur ses lèvres. Sa carrière s’en ressentit : éloigné du ministère des Affaires étrangères, il fut envoyé à Beyrouth comme journaliste. En 1963, la lumière éclata finalement, mais avant que le MI6 ait pu le soumettre à un nouvel interrogatoire, il prit la fuite pour Moscou.

## La vie en Union soviétique — Épilogue

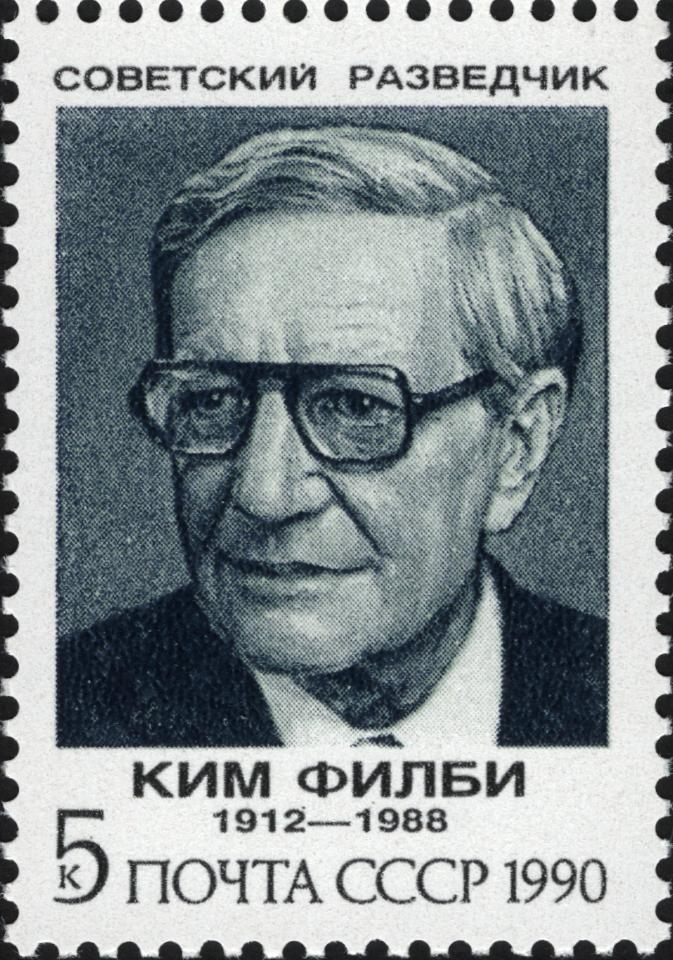
Timbre-poste en hommage à Kim Philby, émis en 1990.

Les trois espions de Cambridge transfuges en Union Soviétique ont été confrontés au régime politique qu’ils avaient toujours idéalisé. Guy Burgess fut celui qui en souffrit le plus : lui manquait en particulier le luxe dans lequel il avait toujours vécu en Grande-Bretagne. Il fut trouvé mort dans son lit à l’hôpital Botkine de Moscou, le 31 août 1963,.
Maclean continua de travailler au service de l’URSS, au ministère des Affaires étrangères, et mourut en 1983. Comme Burgess, il devint de plus en plus asservi à l’alcool, en particulier après qu’il eut découvert que son épouse Melinda, qui l’avait rejoint à Moscou avec leurs trois enfants, avait eu une relation amoureuse avec Philby et était à cause de cela retournée en Amérique. Tous deux moururent à Moscou ; après crémation, leurs cendres furent rapatriées en Grande-Bretagne. Philby au contraire ne manifesta jamais le moindre regret ni état d'âme et continua de vivre en Russie, où ses exploits faisaient l’objet d’éloges incessants ; devenu une icône de l’espionnage, il se vit décerner de nombreuses distinctions de la part de l’État soviétique. À sa mort en 1988, il eut droit, comme héros, à des funérailles solennelles, et en 1990 un timbre-poste commémoratif fut émis en son honneur.

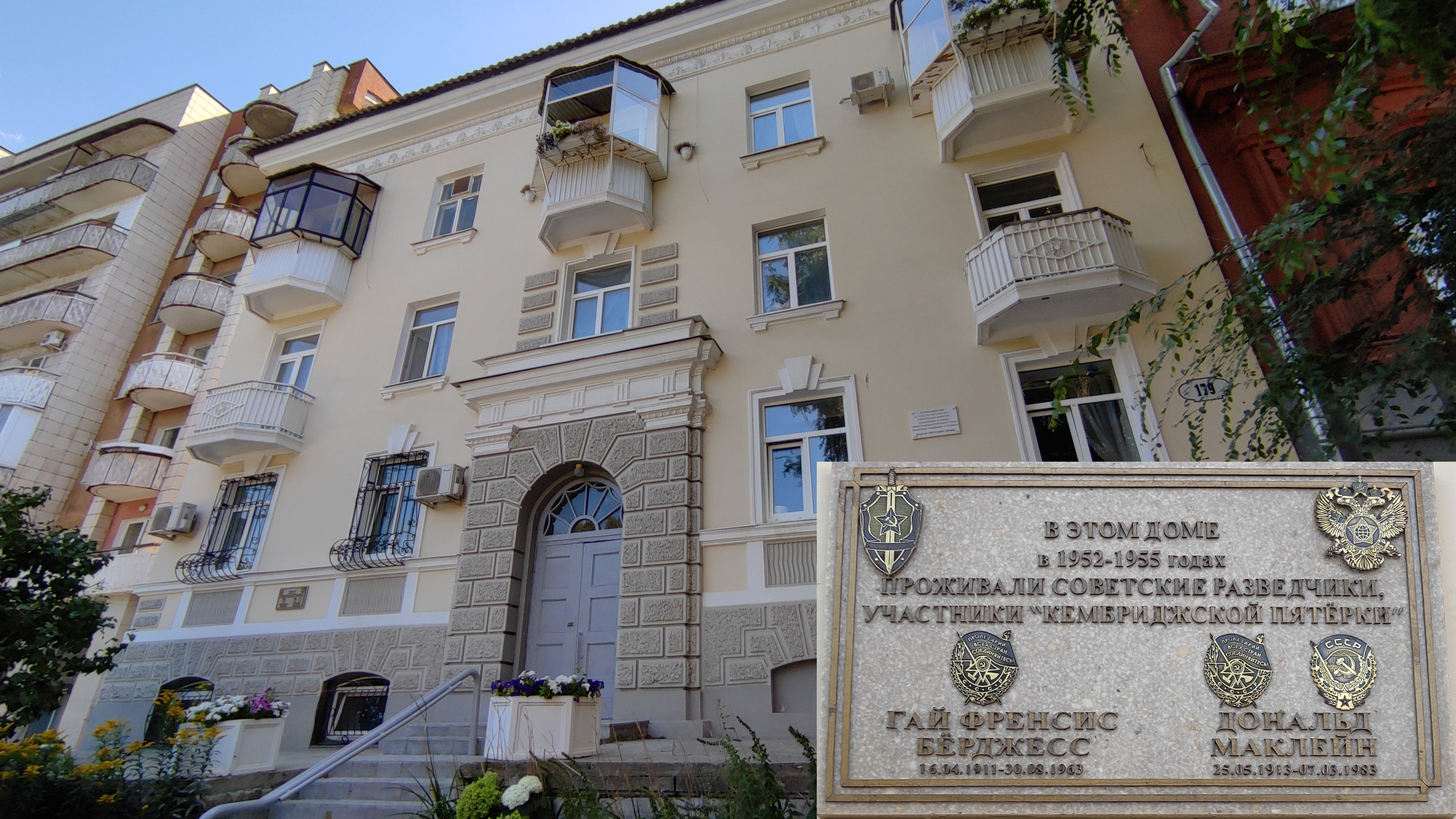
Immeuble à Samara, où Burgess et Maclean vécurent clandestinement de 1952 à 1955 (avec plaque commémorative).

Anthony Blunt entre-temps poursuivit sa carrière dans le domaine de l’histoire de l’art et fut élevé au titre de chevalier. En 1964, Michael Straight révéla au FBI la proposition que Blunt lui avait faite à l’époque de Cambridge, mais cette information ne fut jamais rendue publique. Blunt avait consenti, en échange de l’immunité, à donner les noms d’autres espions soviétiques non encore démasqués alors, comme Cairncross et Leo Long. En 1979, à la suite de la publication d’un ouvrage d’Andrew Boyle, Climate of Treason, qui désignait Blunt comme le « quatrième espion de Cambridge », le premier ministre d’alors, Margaret Thatcher, ne put faire autrement que de rendre publique sa trahison et de le priver de son titre de chevalier. Blunt fit alors des aveux publics, lors desquels il tenta d’expliquer ses raisons, affirmant notamment : « Devenir espion pour le compte des Russes fut la plus grande erreur de ma vie, ». Il mourut à Londres en 1983. Cette même année, Straight publia son autobiographie, intitulée After Long Silence.
Quant au cinquième espion de Cambridge, son identité fut très controversée puisque John Cairncross ne reconnut jamais avoir fait partie des Magnificent Five. L’identité du cinquième homme suscita une foule de suppositions, certaines allant jusqu’à porter les soupçons sur le premier ministre travailliste Harold Wilson. Finalement, après la parution du livre d'Oleg Gordievsky, Le KGB dans le monde, dans lequel Cairncross est nommément cité pour la première fois, les suspicions convergèrent vers celui-ci. Il passa la dernière partie de sa vie en toute quiétude dans le midi de la France et s’éteignit en octobre 1995.
Trente ans après la dislocation de l’Union soviétique, les services secrets russes se souviennent avec grande admiration de leurs espions de Cambridge et continuent d’en honorer la geste.

## Les Cinq de Cambridge dans la littérature et au cinéma

### Littérature

#### Bande dessinée
- Dans La Ligue des gentlemen extraordinaires : Le Dossier Noir d’Alan Moore, apparaît un groupe analogue aux Cinq de Cambridge.
- Dans India dreams, série de bande dessinée en dix tomes de Maryse et Jean-François Charles (éd. Casterman, à partir de 2007).

#### Drame
- Alan Bennett :
  - A Question of Attribution (drame autour du rôle de Blunt comme garde des tableaux de la Reine),
  - An Englishman Abroad (drame autour de Burgess en Russie),
  - The Old Country (sur un espion fictif exilé aux allures philbyennes).

#### Roman
- John le Carré :
  - La Taupe (Tinker, Tailor, Soldier, Spy, New-York, 1974). Version romanesque des propres expériences de l'auteur à la suite des révélations faites dans les années 1950 et 1960, par lesquelles furent démasqués les Cinq de Cambridge.
  - Un pur espion (New York, 1986). Les péripéties dans la vie du personnage de Magnus Pym sont en partie basées sur la vie et la carrière de Kim Philby.

- Le Quatrième Protocole, roman de Frederick Forsyth, met en scène comme personnage central un Kim Philby fictif, qui conspire afin d’introduire en Angleterre une arme nucléaire portative.
- Burgess, Maclean et Philby apparaissent dans le roman intitulé Endgame de la série Doctor Who, lequel prend pour sujet leur défection vers la Russie.
- Kim Philby intervient comme l’un des principaux personnages antagonistes dans le roman Last Call for Blackford Oakes de William F. Buckley, publié en 2004.
- L’intrigue du roman de Charles Cumming, The Trinity Six, de 2011, s’appuie sur la prémisse qu’il y avait un sixième espion et que le MI6 s’appliquerait à escamoter l’existence de celui-ci.
- Les Pièges de l'exil, roman policier de Philip Kerr, Seuil, 2017  (ISBN 978-2021339932), met en scène deux des Cinq de Cambridge (Anthony Blunt et Guy Burgess) aux côtés d'un autre espion célèbre : le romancier Somerset Maugham.
- Robert Littell :
  -  Philby : portrait de l'espion en jeune homme (trad. Cécile Arnaud), Paris, Baker Street, 2011, 326 p.  (ISBN 978-2-917559-19-2). Ce roman nous fait vivre les débuts d'une des plus longues et intrigantes carrières que le monde de l'espionnage ait connues, celle de Harold Adrian Russel Philby, dit Kim, le plus énigmatique, le plus insondable des Cinq de Cambridge, qui seront démasqués comme agents soviétiques ou feront défection. Littell, écrivain captivant mais aussi érudit sur la CIA et l'époque stalinienne, argumente de manière très convaincante en faveur d'une hypothèse originale, celle de Philby non pas agent double mais agent triple[59].

### Théâtre
- Julian Mitchell : Another Country, pièce de théâtre inspirée de la vie de Guy Burgess
- En 2009, Michael Dobbs écrivit une courte pièce de théâtre, Turning Point, pour une série de pièces télévisuelles jouées en direct sur Sky Arts channel. Prenant pour matière la rencontre survenue en 1938 entre un Guy Burgess jeune et Winston Churchill, la pièce montre Burgess pressant Churchill de contrarier la politique d’apaisement du gouvernement britannique. Lors de la retransmission en direct, Burgess était interprété par Benedict Cumberbatch[60].

### Filmographie

#### Cinéma
- 1984 :
  - Another Country de Marek Kanievska.
  - The Jigsaw Man, film de Terence Young (1984), avec Laurence Olivier et Michael Caine. Caine interprète un personnage nommé Philip Kimberley, qui retourne en Angleterre après sa défection.
- 2004 : A Different Loyalty de Marek Kanievska.
- 2014 : Imitation Game, John Cairncross apparaît dans le film Imitation Game en tant qu'agent russe, dans la Hut 8 à Bletchley Park que dirige Alan Turing. Dans ce scénario romancé, les personnages de Turing et Stewart Menzies savent qu'il est un agent russe.

#### Télévision

##### Emission
- 2007 : KNTV de la chaîne Channel 4 fait figurer un personnage appelé Burgess MacPhilbin, qui fournit à l’intention du public adolescent un ensemble d’informations sous la forme d’un dossier d’espion.

##### Documentaire
- 1977 : Philby, Burgess and Maclean produit par Granada Television.
- 2019 : KGB : le sabre et le bouclier de Jamie Doran.

##### Téléfilm
- 1971 : Traitor de Dennis Potter, mettant en scène un personnage central nommé Adrian Harris (interprété par John Le Mesurier), qui est interrogé dans son appartement moscovite par des journalistes occidentaux, avide d’avoir le récit de sa défection. Harris apparaît ici comme une figure composite intégrant des traits de Philby, Burgess et Maclean.
- 1980 : Salade russe et Crème anglaise de Richard Loncraine, inspiré du démasquement d’Anthony Blunt, encore que dans ce drame le protagoniste Jason Cavendish (joué par Donald Pleasence) ait été clairement façonné sur le modèle de Philby.
- 1987 : Blunt: the Fourth Man de John Glenister.

##### Série
- 1979 : Tinker Tailor Soldier Spy de John Irvin.
- 1993 : Du rouge à lèvres sur ton col de Dennis Potter, le reporter sportif du Daily Telegraph, que l’on voit en train de donner des tuyaux pour les courses de chevaux à des agents du ministère de la Guerre, se sert du nom de Philby comme tampon de validation pour ces tuyaux.
- 2003 : Cambridge Spies de Tim Fywell.
- 2016 : Le premier épisode de la troisième saison de la série The Crown a pour thème principal la trahison de Anthony Blunt et les soupçons infondées sur le Premier ministre travailliste Harold Wilson.
- 2022 : A spy among friends de Nick Murphy, relate la période suivant la défection de Philby en URSS, notamment du point de vue des services secrets du Royaume-Uni. Guy Burgess et Donald Maclean apparaissent subrepticement à Moscou. La découverte de la trahison d’Anthony Blunt est un élément central du récit. Il s'agit d'une adaptation romancée du livre éponyme de Ben Macintyre[61].

### Documents
- Franck Venaille, « les Espions de Sa Majesté », production de France Culture pour l'émission Les Nuits magnétiques
- Affaires sensibles, « les Cinq de Cambridge », production de France Inter pour l'émission Affaires sensibles, diffusé les 23 et 24 décembre 2021.